# 王海鹏
王海鹏（1972年11月—），男性，汉族，中共党员，陕西汉中人，中华人民共和国政治人物。现任陕西省委常委、秘书长。

## 生平
2023年3月，任陕西省政府秘书长，2023年7月任陕西省副省长。2024年7月，升任陕西省委常委、秘书长，并不再担任陕西省副省长、省政府秘书长职务。